# موج‌سواری

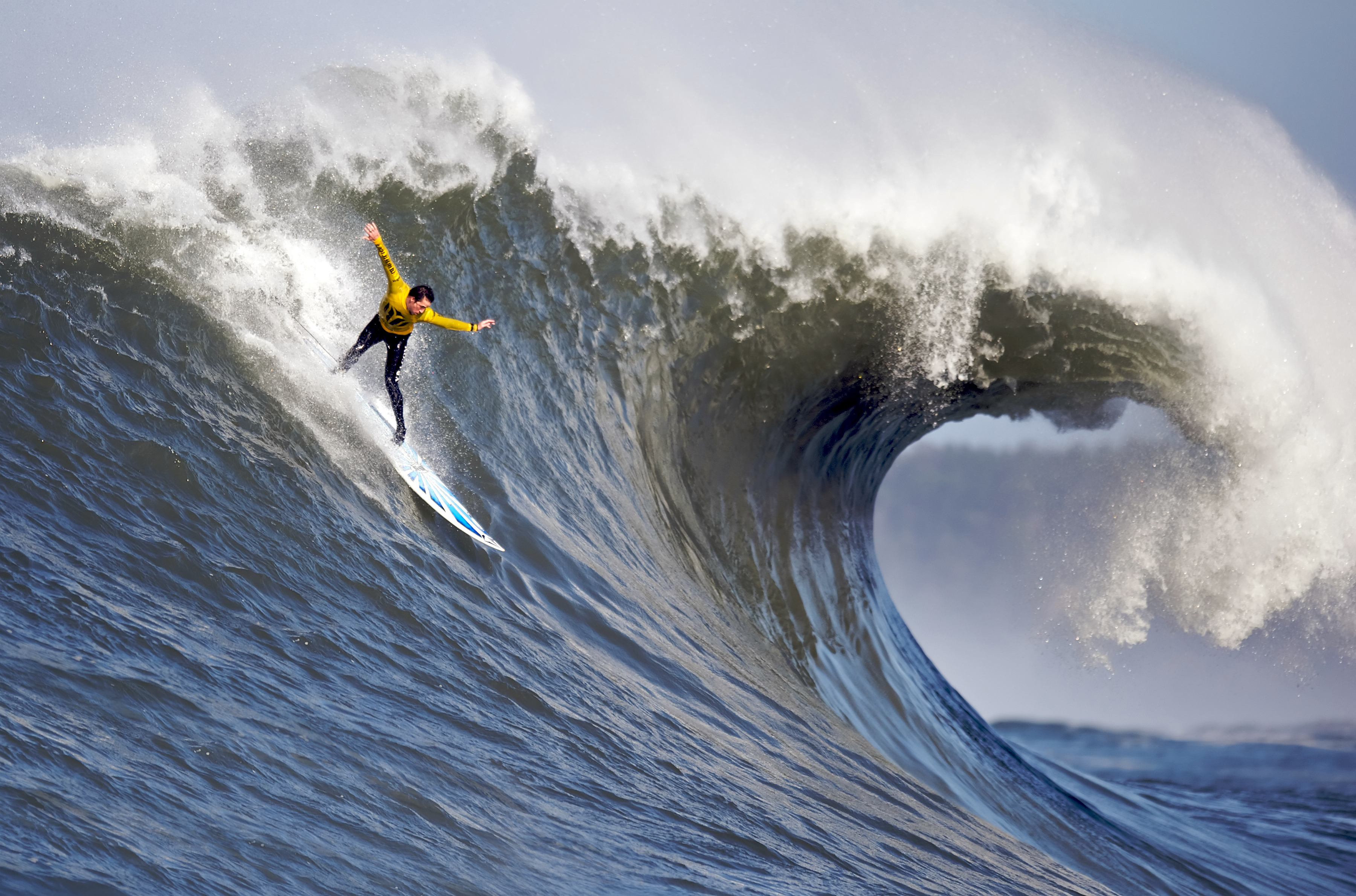
موج‌سواری در موریکس

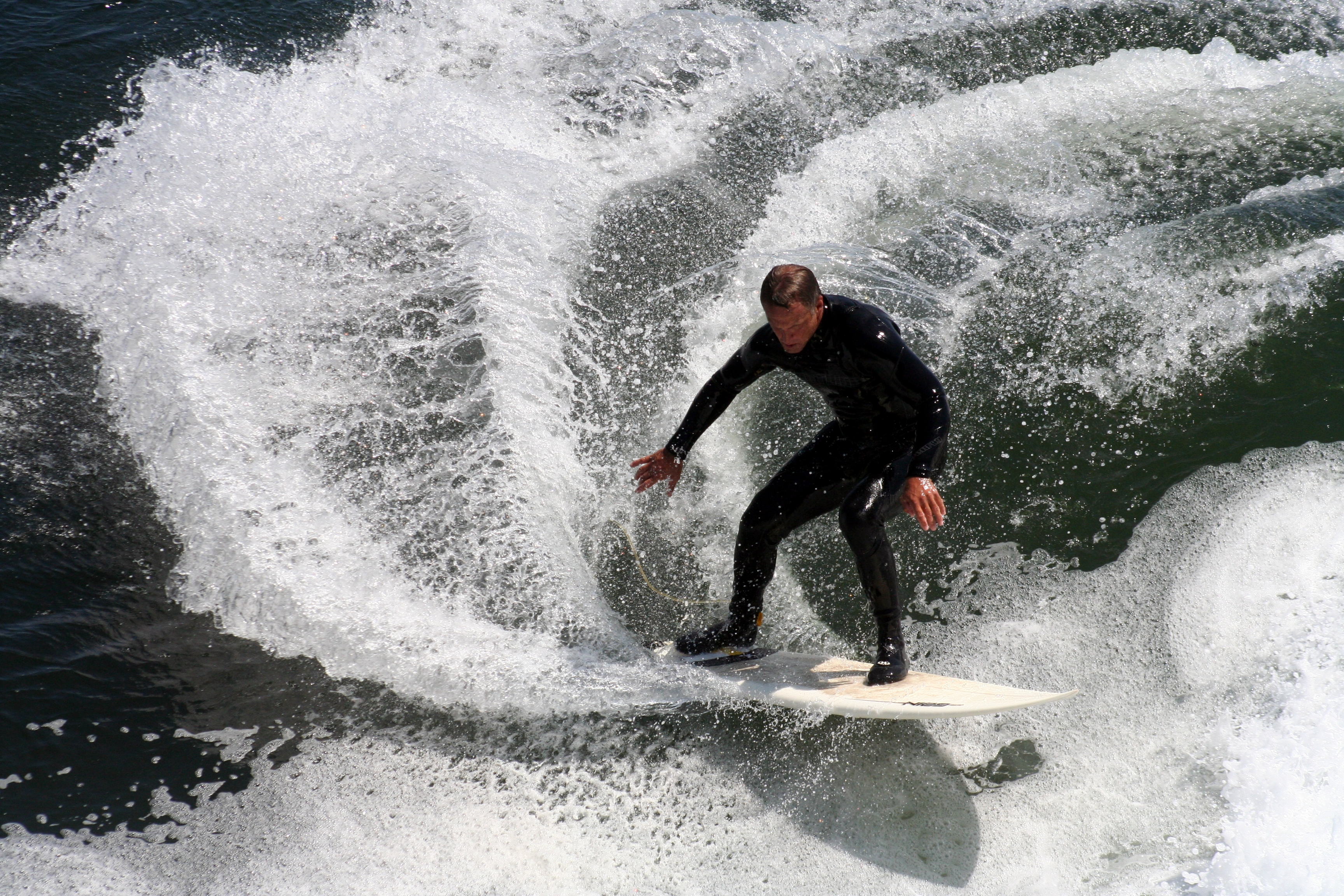
موج‌سواری

موج‌سواری یا موج‌رانی (به انگلیسی: surfing) از ورزشهای روی آب است که در آن موج سوار زمانی که در قسمت جلوی موج قرار می‌گیرد روی تخته می‌ایستد و با قدرت موج حرکت می‌کند.
بومی‌های جزیره‌های فیجی، تاهیتی و هاوایی از هزار سال پیش کاری شبیه به موج سواری را انجام می‌دادند. آنها با تخته‌های چوبی برای ماهیگیری به آب می‌رفتند و در زمان بازگشت با موج به ساحل بازمی‌گشتند.
در سال ۱۷۷۸ این رویداد توسط یک دریانورد بریتانیایی در تاهیتی دیده و ثبت شد. در سال ۱۹۰۵ اولین مدرسهٔ موج سواری در آمریکا باز شد و در دههٔ ۱۹۶۰ تغییرات اساسی در ساخت تخته‌های موج سواری روی داد و در سال ۱۹۷۰ اولین مسابقات این رشته برگزار شد.
ابتدایی‌ترین تخته‌ها بسیار بلند و بدون فین بودند که بعدها به آن یک فین بزرگ برای کنترل بیشتر در موج اضافه شد که کاری شبیه به سکان را انجام می‌داد. بعدها برای جهت دهی بهتر و حرکات نمایشی به جای یک فین بزرگ از ۲ تا ۶ فین کوچکتر استفاده شد که مانور بردها را بسیار بالا برد و تخته‌ها کوتاهتر شدند؛ که در حال حاضر پر طرفدارترین تخته‌ها برای مسابقات حدود ۱٫۵ متر با ۳ فین می‌باشند. هرچند هنوز هم از تخته‌های بلند با ارتفاع حدود ۳ متر با یک فین بلند استفاده می‌شود که مسابقات مخصوص به خود را دارد.
از مهمترین سازمان‌های جهانی موج سواری می‌توان به World Surf League و International Surfing Association اشاره کرد. این ورزش برای اولین بار در المپیک ۲۰۲۰ ژاپن به بازی‌های المپیکی اضافه شده‌است.
بزرگترین موجی که در رکوردهای جهانی گینس ثبت شده‌است مربوط به موج ۲۳٫۸ متر بوده‌است که توسط «گرت مَکنامارا» در شهر نَزَره (Nazaré) کشور پرتغال ثبت شده‌است.
از دیگر رشته‌های مرتبط با موج سواری می‌توان به پدل بردینگ، موج سواری پشت قایق، موج سواری بادبانی، موج سواری با بدن و … اشاره کرد.